# Acanthopharyngoides scleratus
Acanthopharyngoides scleratus är en rundmaskart som beskrevs av Benjamin G. Chitwood 1936. Acanthopharyngoides scleratus ingår i släktet Acanthopharyngoides och familjen Desmodoridae. Inga underarter finns listade i Catalogue of Life.